# Alfred Kastil
Alfred Kastil (* 12. Mai 1874 in Graz; † 20. Juli 1950 in Schönbühel an der Donau) war ein österreichischer Philosoph und Hochschullehrer.

## Leben
Kastil wurde als Sohn von Alois Kastil geboren. Er besuchte eine Schule in Brünn und erwarb seine Matura im Jahre 1892. Darauf studierte er Rechtswissenschaften bis zur ersten Staatsprüfung und Philosophie an der Deutschen Karl-Ferdinands-Universität in Prag. Sein hauptsächlicher philosophischer Lehrer war Anton Marty, bei dem er 1898 mit der Dissertation „Prinzipien der Aristotelischen Ethik“ promovierte. Ebenfalls bei Marty habilitierte Kastil sich 1901 mit der Habilitationsschrift „Zur Lehre von der Willensfreiheit in der Nikomachischen Ethik“. Im darauffolgenden Jahr wurde er Privatdozent an der Deutschen Karl-Ferdinands-Universität und 1909 als außerordentlicher Professor an die Universität Innsbruck berufen, wo u. a. Franz Hillebrand zu seinen Kollegen gehörte. 1912 erhielt Kastil eine ordentliche Professur. 
In den 1920er Jahren war Alfred Kastil Mitbegründer eines ersten Franz-Brentano-Archives, zu dessen Verwaltung er seinen Assistenten Ernst Foradori heranzog. 
Nachdem Kastils philosophische Arbeit sich während seiner Promotion und Habilitation auf Fragen der Ethik konzentriert hatte, wandte er sich später der Erkenntnistheorie zu. 
1934 wurde Kastil an der Universität Innsbruck emeritiert und widmete sich dann seiner Arbeit an einer Edition von Brentanos Werken. Zu Kastils Doktoranden bzw. Habilitanden zählen Franziska Mayer-Hillebrand und Simon Moser. 
Alfred Kastil starb 1950 in Schönbühel an der Donau.

## Publikationen
- Prinzipien der Aristotelischen Ethik, 1898, Dissertation.
- Die Frage nach der Erkenntnis des Guten bei Aristoteles und Thomas von Aquin, 1900.
- Zur Lehre von der Willensfreiheit in der nikomachischen Ethik, 1901, Habilitationsschrift.
- Studien zur neueren Erkenntnistheorie, I. Descartes, 1909.
- Jakob Friedrich Fries' Lehre von der unmittelbaren Erkenntnis; eine Nachprüfung seiner Reform der theoretischen Philosophie Kants, 1912.
- Ontologischer und gnoseologischer Wahrheitsbegriff, 1934.
- Franz Brentanos Kategorienlehre, 1934.
- Zeitanschauung und Zeitbegriffe in Naturwissenschaft und Metaphysik. Abhandlungen zum Gedächtnis des 100. Geburtstages von Franz Brentano, 1938/39.
- Wahrheit und Sein, 1946/47.
- Die Philosophie Franz Brentanos, postum 1951.